# 캐나다기러기
캐나다기러기(영어: Cackling goose, 학명: Branta hutchinsii)는 기러기목 오리과에 속하는 새이다. 한국에서 매우 보기 힘든 길잃은새 또는 겨울철새이다.

## 생김새
머리와 목이 검은색이고 눈 뒤부터 얼굴까지 흰색이다. 몸통은 전체적으로 회색이다. 아종에 따라 큰기 차이가 나고 목에 흰 무늬가 없는 경우도 있다.

## 서식지
알래스카, 캐나다, 알류샨열도 등에서 번식하고 북아메리카 남부에서 월동을 한다. 한국은 천수만, 순천만, 교동도, 주남저수지 등에서 관찰기록이 있다. 한국에서 쇠기러기, 큰기러기 같은 다른 기러기들과 섞여서 겨울을 보낸다.

## 분류
과거에는 큰캐나다기러기(영어: Canada goose, 학명: Branta canadensis)의 아종으로 분류했지만 2004년부터 별도의 종으로 분류하였다. 캐나다기러기는 4아종이 있으며 한국에서는 3아종이 기록되었다.
| 사진 | 아종                               | 서식지                                                                  | 특징 |
| ---- | ---------------------------------- | ----------------------------------------------------------------------- | --- |
|      | 캐나다기러기 (B. h. leucopareia)   | 알류샨제도 제한된 지역에서 번식, 북미 서부에서 월동                     | 목과 가슴 사이의 흰색 줄이 뚜렷하다.                                                                                           |
|      | 긴목캐나다기러기 (B. h. taverneri) | 알래스카 유콘강 지역에서 번식                                           | 목에 흰색 줄이 없고 가슴이 밝은 빛을 띠고 목과 가슴의 경계가 뚜렷한 경우가 많다.                                               |
|      | 꼬마캐나다기러기 (B. h. minima)    | 알래스카 서부 제한된 지역에서 번식, 캘리포니아에서 멕시코 북부까지 월동 | 여러 아종 중 제일 작고 가슴이 어두운 갈색이다. 폭이 좁은 흰 줄무늬가 있는 경우가 있고 목과 가슴의 경계가 불명확한 경우가 많다. |

1. ↑  “서산 천수만서 희귀 캐나다기러기 포착”. 2013년 2월 14일. 2023년 11월 17일에 확인함.